# Zlarin
Koordinati:   43°42′33″N, 15°50′13″E
Zlarin je otok v Srednji Dalmaciji (Hrvaška).

## Geografija
Zlarin je z velikostjo 8,04 km² tretji največji otok v šibeniškem arhipelagu. Dolžina obale meri 20,236 km. Otok, na katerem stojita dva svetilnika, leži jugozahodno od Šibenika na hrvaškem delu Jadranske obale. Od kopnega ga deli Šibeniški kanal, od niza drugih otočkov na jugozahodu pa Zlarinski kanal. Otok ločujeta dva niza gričev, na enem od njih leži najvišji vrh otoka Klepac, ki je visok 169 mnm. Med obema nizema gričev leži plodna dolina z obdelovalnimi površinami. Večji zalivi so: Zlarinska luka, v kateri leži naselje Zlarin, ki skupaj z zaselkom Borovica tvorita edina naselja na otoku; in Magarna na jugovzhodni strani otoka. Naselje Zlarin se v pisnih virih prvič omenja leta 1298.
Iz pomorske karte je razvidno, da prvi svetilnik, ki stoji na koncu okoli 130 m dolgega pomola pristanišča v zalivu Luka Zlarin oddaja svetlobni signal: B Bl 3s. Drugi svetilnik, ki stoji na koncu rta Rat, pa oddaja svetlobni signal: B Bl(2) 5s. Nazivni domet svetilnika je 6 milj.

## Gospodarstvo
Domačini se že od davnih časov ukvarjajo s pomorstvom, ribolovom, turizmom. V preteklosti so se ukvarjali z nabiranjem koral. Prvi pisni viri o lovu na korale v Jadranu izvirajo iz 14. stoletja. Zlarjani se 1412 že omenjajo kot priznani lovci na korale. Ulov koral prodajajo v Neapelj. Ta gospodarska dejavnost se je obdržala skozi stoletja vse do leta 1955, ko je zaradi neekonomičnosti prenehala z delovanjem.
V kraju stoji hotel »H.Koralj«. Možen pa je tudi najem privatnih turističnih sob in apartmajev.

## Zgodovina
Na otoku so najdeni predmeti iz mlajše kamene in rimske dobe. Od leta 1298 do 1843 je bil Zlarin fevdalna posest šibeniške nadškofije. V času turških napadov  v 16. in 17. stol. so se na otok naseljevali bežeči prebivalci vasi iz okolice Šibenika.
Baročna župnijska cerkev Uznesena Marijana (sv.Marija) je bila postavljena v času 1735 - 1740 na temeljih starejše cerkve iz 15. stol. Zvonik je bil postavljen 1701. Na otoku stojita še cerkvi: Sv.Rok, ki stoji na starem pokopališču, je iz leta 1649 in Sv.Šimun iz 17. stoletja. Cerkev Gospa od Rašelja je bila postavljena v 15. stoletju in 1714 preurejena v baročnem slogu.
Na otoku je ohranjenih tudi nekaj poletnih počitniških hišic postavljenih v 16. in 17. stoletju.